# 小节眼子菜
小节眼子菜（学名：Potamogeton nodosus）为眼子菜科眼子菜属下的一个种。

## 扩展阅读
維基物種上的相關：小节眼子菜